# Хансен, Келли
Келли Хансен (англ. Kelly Hansen; р. 18 апреля 1961 года, Хоторн, штат Калифорния, США) — американский певец, наиболее известный как участник рок-групп Hurricane и Foreigner.

## Биография

### Ранние годы
Хансен родился 18 апреля 1961 года в Хоторне, штат Калифорния. Его отец имеет норвежское происхождение, а мать — уроженка Дублина, Ирландия.
Хансен пел в школьном хоре. Также интересовался актёрским мастерством, посещая драматический кружок. Помимо этого, Келли также играл в футбол. В 1979 году окончил старшую школу, после чего поступил в университет. После этого Хансен начал актёрскую карьеру. Он сыграл эпизодическую роль в фильме «Команда пловцов».

### Hurricane
В 1984 году Келли начал свою карьеру как сольный певец. В следующем году он познакомился с гитаристом Робертом Сарзо (брат Руди) и басистом Тони Савазо (брат Карлоса), после чего присоединился к их рок-группе Hurricane. Вместе с ними он добился умеренного коммерческого успеха, в основном благодаря песням «Over the Edge» и «I’m on to You». 
Несмотря на это, в 1989 году Сарзо всё-же ушёл из группы. На его место был принят Даг Олдрич. Однако через два года звукозаписывающий лейбл группы Enigma Records обанкротился, и вскоре после этого пути участников разошлись.
В 1998 году Хансен присоединился к рок-группе Unruly Child, заменив Марка Фри.
В 2001 году Хансен и Джей Шеллен возродили Hurricane, после чего записали четвёртый альбом «Liquifury». Однако через два года в группе снова произошёл распад.
В начале 2003 года Хансен объединил усилия с итальянцем Фабрицио В. Зи Гросси в рок-группе Perfect World, после чего записал одноимённый альбом. В конце года их пути разошлись.
11 марта 2005 года Келли присоединился к софт-рок-группе Foreigner, с которой выступает по сей день. Сам Хансен — четвёртый солист после Лу Грэмма, Джонни Эдвардса и Чеса Уэста.

### Личная жизнь
У Келли есть два дома в Лос-Анджелесе – один в Калабасасе, а другой в Малибу. Его состояние на 2023 год составляет три миллиона долларов.

#### Отношения
Во время съёмок клипа «I’m on to You» в 1988 году Хансен познакомился с моделью Бобби Браун. Вскоре они начали встречаться, но два года спустя разошлись.
В начале 2000-х Келли встречался с певицей из Эль-Пасо Диной Ширасаки. Отец Дины — уроженец Токио, Япония, а мать — мексиканка, также имеющая английское происхождение.
В 2013 году Хансен встречался с бизнесвумен и телеведущей Маргарет Джозефс.
19 мая 2020 года Келли женился на Анне. Детей у пары нет.

## Дискография
с Hurricane
- Take What You Want (1985)
- Over the Edge (1988)
- Slave to the Thrill (1990)
- Liquifury (2001)

с Air Pavilion
- Sarrph Cogh (1994)
- The River/The Life (1999)

с Unruly Child
- Waiting for the Sun (1999)

со Стюартом Смитом
- Heaven and Earth (1999)

с Тимом Донахью
- Into the Light (2000)

с Perfect World
- Perfect World (2003)

с Foreigner
- Can't Slow Down (2009)

гостевые выступления
- «Anything Goes» (трибьют Guns N’ Roses — Appetite for Reconstruction) (1999)
- «Rock of Ages» (трибьют Def Leppard — Leppardmania) (2000)
- «Rock You Like a Hurricane» (трибьют Scorpions — Covered Like a Hurricane) (2000)